# ندونکنی
ندونکنی (به لاتین: Nedunkeni) یک منطقهٔ مسکونی در سری‌لانکا است که در ناحیه واوونیا واقع شده‌است.